# Kallbrand
Kallbrand (gangrän) är spontan vävnadsdöd (nekros) på grund av dålig blodförsörjning. Denna kan bero på sårskador, stark nedkylning, brännskador, diabetes eller åderförkalkning. Kallbrand drabbar främst de nedre extremiteterna.
Man skiljer mellan torr, fuktig och gaskallbrand. Torr kallbrand uppstår vid förfrysning, medan fuktig kallbrand kan uppstå av illa skötta sårskador. Gaskallbrand är en bakteriell infektion som producerar gas i vävnad med kallbrand; det är en dödlig form av kallbrand och orsakas ofta av den grampositiva bakterien Clostridium perfringens.
Fullt utvecklad kallbrand kan inte botas. Vid torr kallbrand lossnar de drabbade delarna av sig själva till slut men kan behöva amputeras i förtid om svår smärta förekommer. Vid fuktig kallbrand måste de drabbade delarna alltid amputeras.

## Bildgalleri

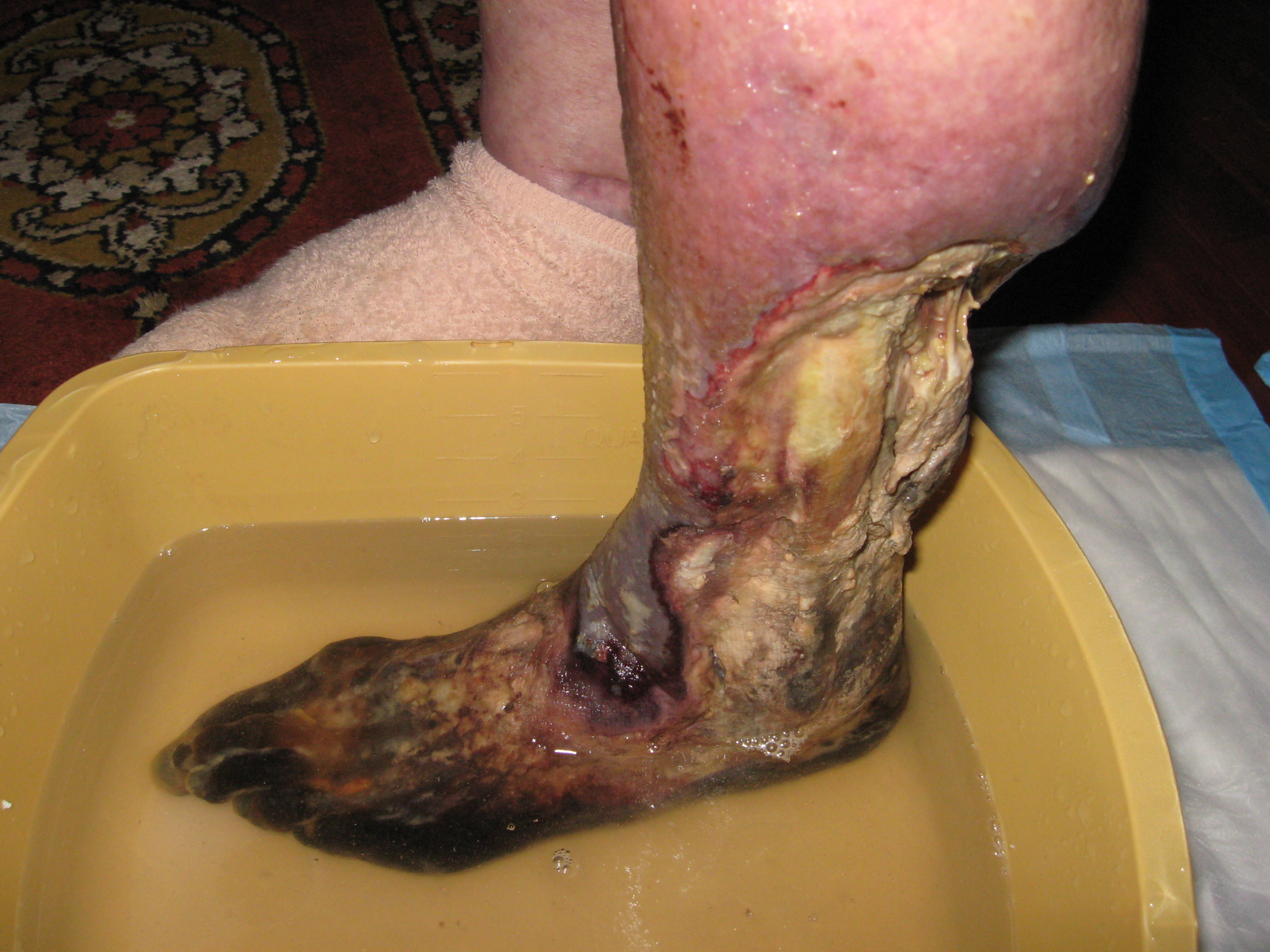
Ett svårt fall av torr kallbrand i en 85-årig kvinnas fot och underben.
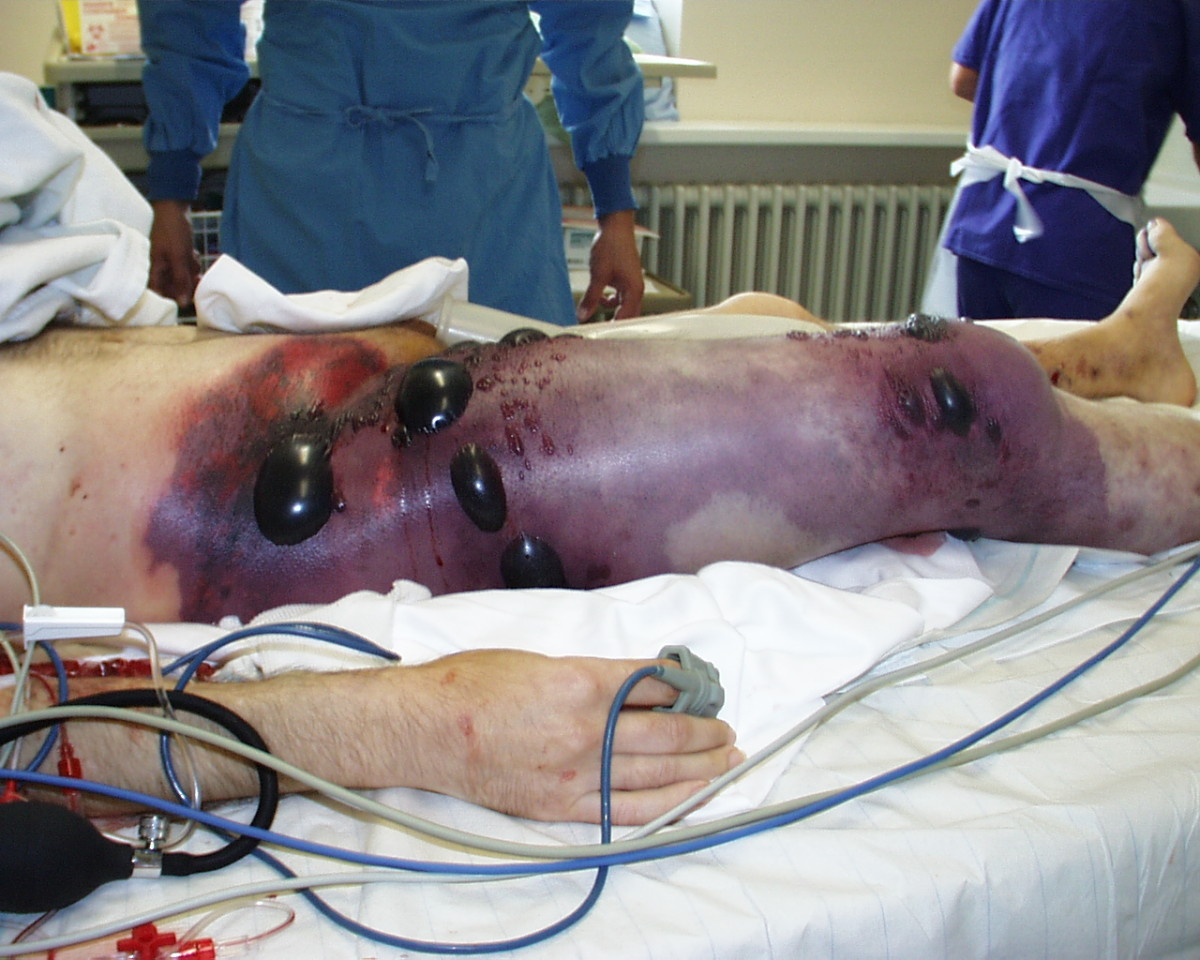
Denna patient med gaskallbrand avled mindre än åtta timmar efter att detta foto togs.
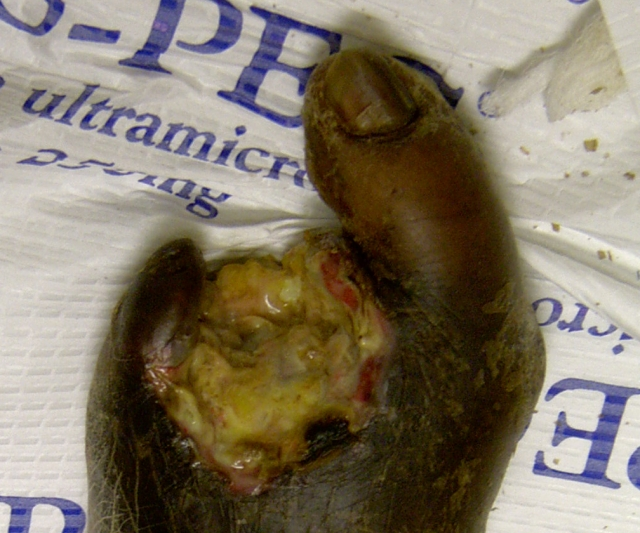
En diabetikers fot med fuktig kallbrand där några tår redan fallit bort.